# Bătălia de la Rignano

Hartă indicând locația bătăliei de la Rignano.

Bătălia de la Rignano a constituit cea de a doua mare înfrângere suferită în cariera sa de regele Roger al II-lea al Siciliei și, ca și prima, bătălia de la Nocera, ea s-a datorat aceluiași oponent: Rainulf al II-lea de Alife.
Prima diferență față de confruntarea de la Nocera constă în poziția avută de adversarul regelui Roger al II-lea. La Nocera, în 24 iulie 1132, Rainulf, aliat cu principele Robert al II-lea de Capua și cu ducele Sergiu al VII-lea de Neapole, era nu mai mult decât un simplu rebel, care se opunea regelui Siciliei. În 30 octombrie 1137, Rainulf tocmai fusese numit duce de Apulia, și beneficia de sprijinul unui contingent de 800 de trupe germane împrumutate de la împăratul Lothar al III-lea, iar adversar al său era, alături de regele Roger, fostul său aliat Sergiu de Neapole.
În 1134, Roger îl numise pe cel mai mare fiu legitim al său, Roger, ca duce de Apulia. Numirea lui Rainulf ca duce în 1137 de către împărat și de papa Inocențiu al II-lea intra în directă contradicție atât cu regele Roger, cât și cu tânărul duce Roger al III-lea. Rainulf ridicase o armată de 800 de cavaleri pe cont propriu, pentru a completa forțele trimise din Germania, precum și o infanterie pe măsură. El nu își dorea cu adevărat confruntarea militară, însă Roger și fiul său, alături de proaspăt supusul Sergiu al VII-lea, au pornit în marș împotriva sa. Regele Roger a hotărât să atace la Rignano, supranumit Balcone delle Puglie, unde Monte Gargano coboară abrupt către câmpia Apuliei.
Bătălia a început prin atacurile succesive ale tânărului Roger. El a împins înapoi armata lui Rainulf de-a lungul drumului către Siponto. Regele a fost atras și el în aceste confruntări, însă șarja sa a fost respinsă, din motive necunoscute. El a dat înapoi și curând armata regală s-a retras cu totul. Cu toate că cei doi Rogeri au supraviețuit în a ajunge la Salerno, Sergiu a căzut în luptă, iar pretenția lui Rainulf asupra ducatului de Apulia era apărată.
Ca și confruntarea de la Nocera, bătălia de la Rignano nu a avut efect de durată, dat fiind că orașele din Campania nu s-au răsculat împotriva regelui, așa cum Rainulf s-ar fi așteptat, însă poziția lui Ranulf în Apulia a rămas în deplină stabilitate până când, doi ani mai târziu, s-a stins din viață.
Oarecum curios pentru o înfrîngere, bătălia de la Rignano a avut un efect pozitiv asupra lui Roger al II-lea: dat fiind că ducele Sergiu al VII-lea a murit fără a avea urmași, iar aristocrația napolitană nu a putut ajunge la un acord asupra persoanei care să succeadă în Napoli, Roger și-a putut stabili controlul direct asupra ducatului, numindu-l pe fiul său, Alfons ca nou duce.